# Amelie Posse
Amelie Posse Brazdova (Stoccolma, 11 febbraio 1884 – Stoccolma, 3 marzo 1957) è stata una scrittrice, giornalista, pianista, fotografa, attivista, antifascista, antinazista svedese.
Era una esperta fotografa disponendo di un notevole archivio di pellicole ed immagini. È nota per il suo attivo impegno contro il nazismo durante la seconda guerra mondiale.

## Biografia
Amelie Posse era la figlia del conte Fredrik Arvidsson Posse e Auda Gunhild Wennerberg, nipote di Arvide Frederik Posse, primo ministro svedese (1880-1883) 
e del poeta Gunnar Wennerberg. La famiglia si è poi trasferita in Scania, nella villa Maryhill a Glumslöv tra Helsingborg e Landskrona, ora castello di Orenas. Dopo la morte del padre nel 1897, la famiglia si trasferì a Lund, dipendendo finanziariamente dal nonno.

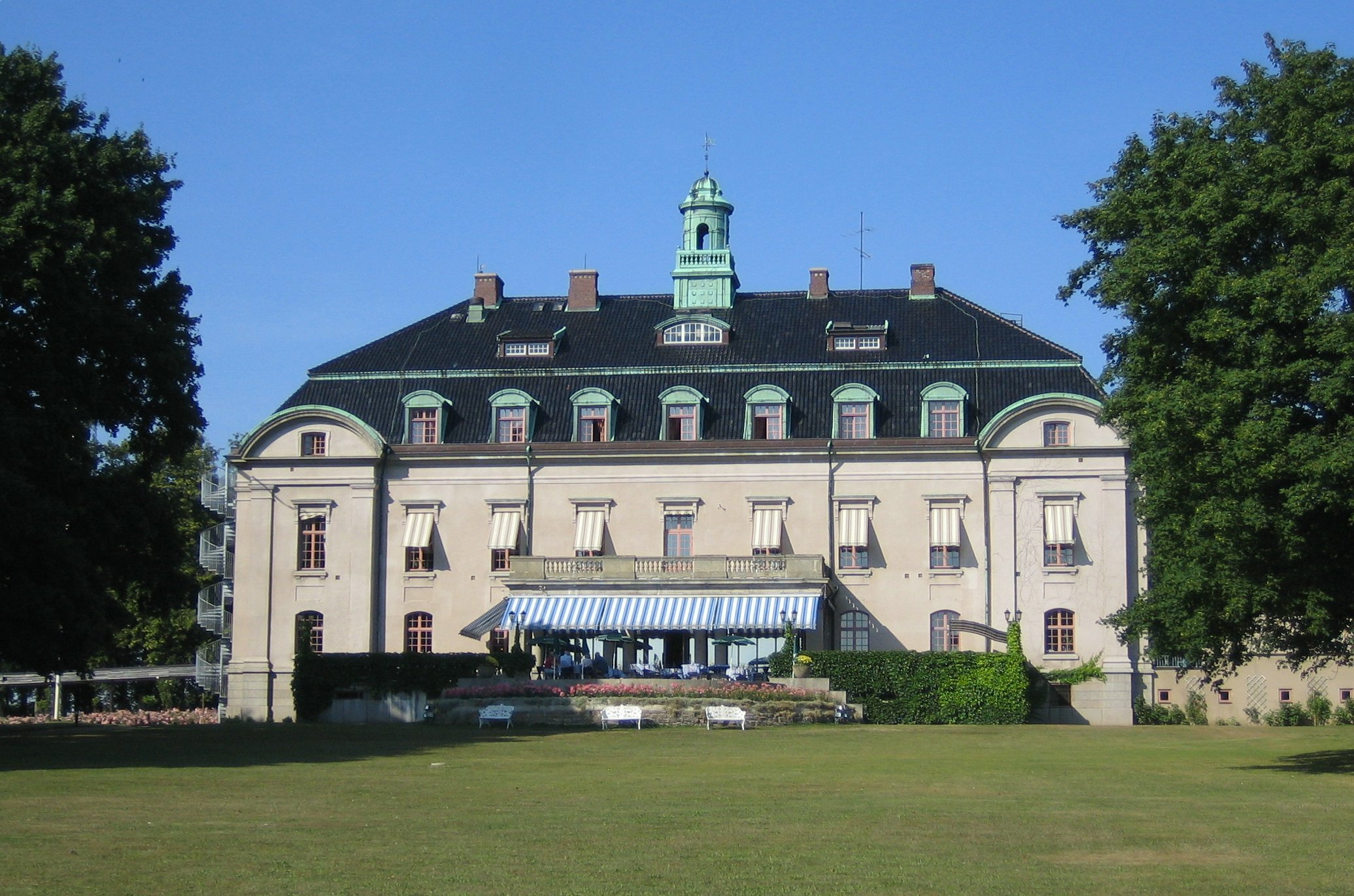
Il castello di Orenas, residenza dell'infanzia della Posse

Ha studiato ed imparato diverse lingue e dimostrava inclinazione per l'arte, quindi già dalla giovane età voleva dedicarsi a qualcosa in cui avrebbe potuto esprimere il suo talento artistico: musica, arte o letteratura. Aveva immaginato un futuro come pianista, ma soffrendo di reumatismi alle mani la cosa non fu possibile. 
Studiò pittura e musica a Copenaghen fino al suo primo matrimonio nel 1904 con lo psicologo criminale Andreas Bjerre, dal quale ebbe un figlio, Sören Christer Bjerre (1905-1967), che fu dichiarato insano di mente nel 1921, ma poi guarito da adulto divenne giornalista. In seguito divorziò da Bjerre nel 1912.
Dalla fine degli anni venti lavorò come scrittrice su giornali e riviste, si rese conto così che la scrittura sarebbe diventata il suo mezzo di espressione. La sua produzione letteraria si è caratterizzata, oltre che da articoli su vari argomenti di attualità, quasi esclusivamente dalle sue memorie. Nei libri, non solo descrive le sue varie e drammatiche esperienze ma anche le riflessioni sulla storia europea della prima metà del XX secolo.
Era amica in particolare, tra i tanti personaggi di spicco dell'epoca che aveva conosciuto, del futuro presidente Tomáš Garrigue Masaryk e di Edvard Beneš con cui si prodigò in favore della causa Cecoslovacca.
Già sofferente di varie patologie, muore a Stoccolma durante una vista a casa dell'amica, l'esule Jelena Rennerová, mentre faceva le scale a causa di un ictus all'età di 72 anni.

## Periodo italiano
Avendo studiato anche la lingua italiana, attratta quindi dalle note caratteristiche artistiche e culturali dell’Italia, nel 1911 si recò a Roma prendendo in affitto un appartamento in via della Scrofa. Frequentando gli ambienti artistici tra cui la celebre Villa Strohl Fern, che all’epoca ospitava moltissimi artisti stranieri, conobbe e sposò nel 1915 il pittore boemo Oskar Brázda (soprannominato Oki) (1887–1977), andando quindi a vivere presso la villa, dove ottennero dal proprietario, Alfred Wilhelm Strohl, un piccolo appartamento che restaurarono e dove trasferirono il mobilio dalla sua precedente abitazione. 
Essendo in quell’anno scoppiata la Prima guerra mondiale contro l’Impero austro-ungarico, ed essendo la Boemia occupata e parte dallo stesso, lei e il marito Oki furono costretti all'esilio a causa del fatto che Oki, nato a Pardubice, quindi di origine boema, all’epoca di nazionalità austro-ungarica, era considerato nemico dell'Italia e così anche sua moglie Amelie, per cui furono costretti ad essere internati in Sardegna, con la possibilità di scegliere in quale località passare tale periodo di internamento.
Quindi avendo la Posse nel frattempo instaurato rapporti con eminenti personaggi dell’arte, ma anche della politica e della cultura romana, conobbe la scrittrice premio Nobel Grazia Deledda e a lei si rivolse per chiedere consiglio e per cui la Deledda le suggerì di scegliere Alghero, essendo questa secondo lei, la città più adatta. E così vennero trasferiti in Sardegna, dove Oki e un amico, anche lui internato, andarono in avanguardia 3 mesi prima. La Posse li raggiunse a luglio del 2015. Fino al giugno del 2016 risiedettero nella cittadina catalana, dove ebbero modo di conoscere una realtà completamente diversa dalla grande città di Roma, in questo enclave catalano dove confluivano le due culture, l'algherese ed il sardo, ancora per molti versi legate alle tradizioni della passata colonizzazione spagnola. Ebbero modo così, nonostante le avversità ed i disagi, di vivere un periodo tutto sommato piacevole, conoscendo molti personaggi e luoghi inconsueti. A seguito delle diffidenze date dalle informazioni negative con cui vennero annunciati alle autorità, considerati nemici dell'Italia, ebbero modo alla fine di farsi apprezzare, con Oki, suo marito, che fece molti ritratti di persone del popolo come della aristocrazia, compreso il Vescovo di Alghero, Monsignor Antonio Francesco D'Errico, ritratto donato nel 2017 dagli eredi all'archivio Diocesano di Alghero, e per cui venivano ricompensati con vari doni, tra cui frutta, formaggi, fiori ed inviti a pranzo, integrandosi così con la comunità algherese. 
Una volta dimostrata la loro estraneità al rapporto con l’Austria e non più considerati nemici, a seguito delle varie pressanti sollecitazioni fatte dalla Posse anche attraverso le tante conoscenze di influenti personaggi e vari funzionari di Roma, essendo inoltre la Posse rimasta incinta e facendo leva sulla sua particolare condizione, venne concesso alla coppia di tornare a Roma. Quindi con grande gioia ed allo stesso tempo tristezza dovendo lasciare le tante persone ormai familiari della città, che in comitiva si recarono alla stazione per salutarli, presero il treno per iniziare il viaggio di ritorno. Arrivati a Sassari qui, per motivi bellici, dato che le partenze delle navi erano state bloccate per il rischio rappresentato dai sommergibili austriaci, furono costretti a permanere per altri 9 giorni, comunque ospiti graditi dell'amico Gavino Clemente, celebre ebanista e mobiliere, a cui Oki fece il ritratto ora conservato presso il MUS'a Pinacoteca al Canopoleno di Sassari, 
e con cui la coppia aveva stretto in precedenza una particolare amicizia. Con lui affascinati dall'isola, le sue tradizioni e cultura, ebbero modo di visitare la città, alcuni luoghi e paesi vicini, ed approfondire la conoscenza dell'artigianato e tradizioni sarde. In questa ultima occasione ebbero modo inoltre di conoscere molte altre famiglie aristocratiche della città. 
Dopo 9 giorni ripresero il viaggio fatto col piroscafo oscurato, dalla allora Terranova ora Olbia, scortati da un incrociatore ed infine nell'avvicinamento a Civitavecchia da un idrovolante. Infine arrivarono a Roma nella casa presso la celebre villa Strhol-Fern e si ricongiunsero con tutti gli amici riprendendo così la vita nell'amata città di Roma.
Da questa esperienza Amelie Posse pubblicò il suo primo libro nel 1931, Den oförlikneliga fångenskapen, (Incomparabile prigionia) che la rese famosa a livello internazionale nel 1932 con la successiva pubblicazione in inglese col titolo Sardinian Sideshow, edito sia in Inghilterra che negli Stati Uniti in molteplici edizioni, e che dopo 66 anni fu tradotto e pubblicato anche in italiano nel 1998 con il titolo Interludio di Sardegna dalla Tema edizioni di Aldo Brigaglia, con prefazioni della biografa Eva Stromberg Kranz e dello storico e docente dell’università di Sassari Manlio Brigaglia. All’epoca non poté essere pubblicato in Italia dato che la Posse era una nota attivista antinazista e antifascista, essendosi prodigata dalla Svezia per salvare numerosi profughi cechi ed ebrei, e autrice di articoli contro il Nazismo ed il Fascismo, per cui il Minculpop non ne consentì la traduzione, pubblicazione e diffusione in Italia.
Una volta ripreso a vivere in compagnia dei vari altri artisti di Villa Strohl-Fern, ebbero due bambini, Bohuslav (1916-1991), diventato poi pilota nella legione straniera della RAF inquadrato nella speciale squadriglia di piloti cecoslovacchi creata in Inghilterra per contrastare l’occupazione nazista, e Jan (1917-2011) che come il padre seguì la carriera artistica distinguendosi particolarmente nella realizzazione di vetrate colorate per edifici e luoghi di culto. 
Non potendo più vivere con i due figli nell’angusto appartamento di villa Strohl-Fern, decisero di cercare e trasferirsi in una abitazione più confacente e così riuscirono ad ottenere in affitto villa Cecchina, quella che allora era la specola abbandonata dell’astronomo Gaspare Stanislao Ferrari, a pochi passi da piazza San Pietro, e di proprietà dell’ordine dei Gesuiti, dotata di un ampio parco con frutteti e ambienti sotterranei di carattere archeologico dell’epoca romana, quindi ideale per quello che era l’aspirazione della coppia di artisti con i due bambini, quella di avere un luogo dove poter vivere a contatto della natura ma nel centro di Roma. E così dopo un'ampia attività di ristrutturazione dei locali e di sistemazione del frutteto e del parco, la creazione dell'orto, il luogo divenne centro di aggregazione e di ospitalità per numerosi amici, altri artisti, italiani e stranieri nonché di celebri personaggi, compresa una visita dell’allora papa, che per contratto d'affitto simbolico, gli doveva essere fornita una cesta di arance ogni anno. 
Il racconto di questa parte di esperienza di vita è raccontata nei libri che sono a tutti gli effetti la continuazione dei racconti autobiografici del libro che gli diede fama, "Sardinian Sideshow" ovvero “Roman Roundabout” traducibile come “Soggiorni Romani” e "Further", traducibile come "Inoltre", con i quali nei vari capitoli sono descritti anche avvenimenti del periodo pre ed inizio dell'era fascista, anni '20/'25, per la frequentazione amichevole tra i tanti di alcuni personaggi del mondo dell'arte e della cultura che sono stati poi promotori della stessa, in contrasto con i sentimenti assolutamente pacifisti della scrittrice.

## Periodo cecoslovacco
Dopo questo periodo vissuto in Italia nel 1925 si trasferirono in Boemia nel castello di Líčkov, che acquistarono diroccato dalle autorità locali, e quindi a prezzo simbolico, con l’accordo di restaurarlo e ripristinarne l’antico splendore. Dopo aver restaurato e reso abitabile il castello, con tanto di ripristino delle colture agricole della tenuta, con la ricostruzione degli elementi architettonici pregiati, ridipinto e creato vari affreschi per abbellire pareti e volte, trascorsero qui un periodo di circa 18 anni di relativa tranquillità.

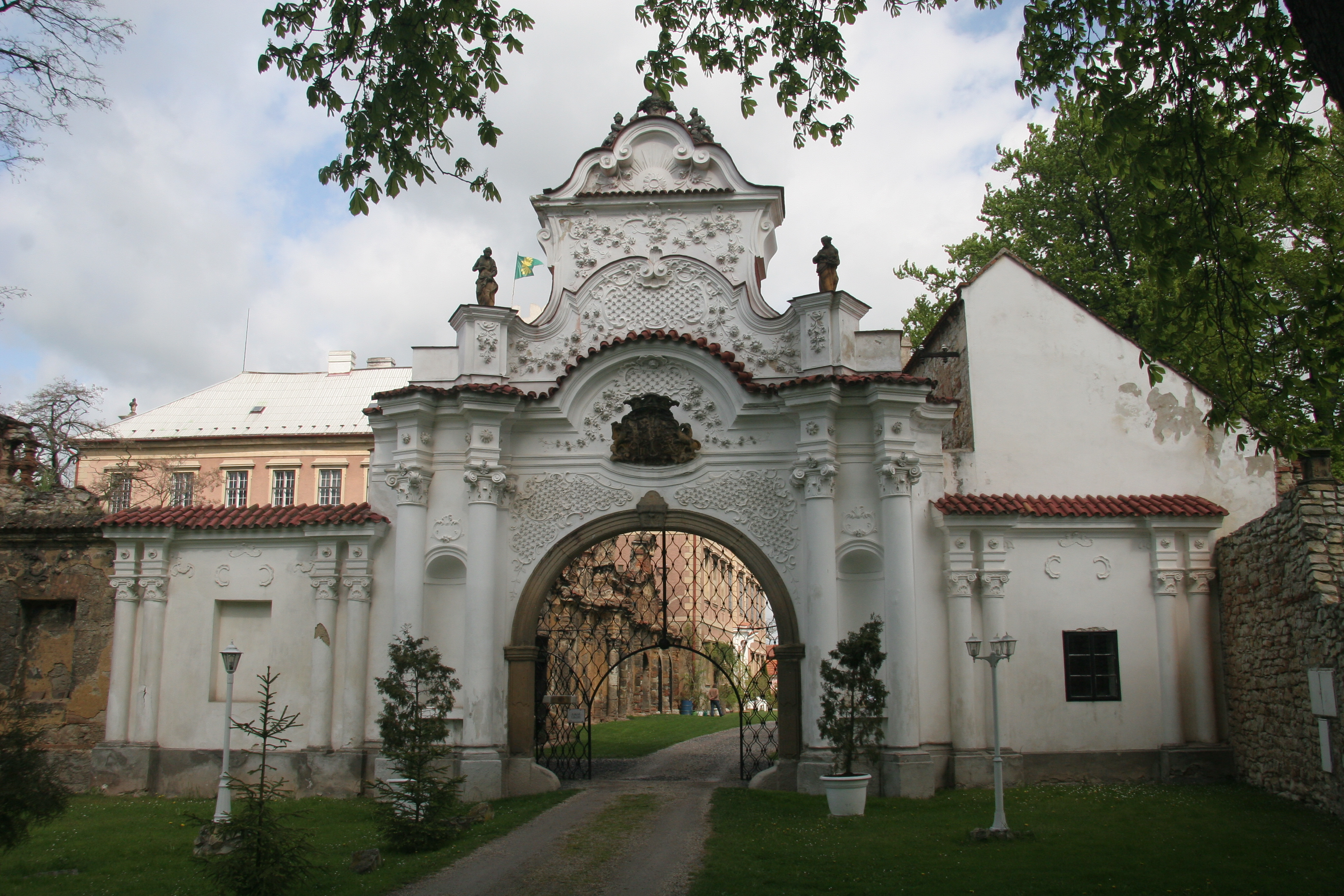
Ingresso e portale Castello di Líčkov

Essendo questo ubicato al confine con la Germania ed abitato in maggioranza da germanofoni, non era stato facile convivere con gli abitanti della zona, fino a che nel 1938 la Boemia venne invasa dalle truppe di Hitler e così Amelie dovette scappare con i figli in Svezia, dopo che la Gestapo aveva emesso un ordine di arresto per lei.
L’esperienza travagliata di questo periodo viene descritta nel libro “Further”.

## Ritorno in Svezia
La Posse divenne quindi nota come democratica e pacifista per le sue attività e pubblicazioni in favore dei rifugiati cechi ed ebrei.
Nel 1940 fu una dei fondatori del club di discussione Tisdagsklubben ("Il club del martedì") a Stoccolma. Formalmente era un club di discussione sulla cultura, ma il suo vero scopo era quello di contrastare l'espansione del nazismo in Svezia. Il club venne infatti inaugurato lo stesso giorno in cui la Germania nazista occupò la Norvegia, il 9 aprile 1940. Tisdagsklubben doveva essere utilizzato come centro del movimento di resistenza svedese nel caso in cui la Svezia fosse stata occupata dalla Germania nazista. Amelie Posse era, come gli altri membri del club, elencata nei registri tedeschi come "svedesi inaffidabili".
Tra le tante attività la Posse viene ricordata per aver tradotto in svedese e pubblicato su una rivista la celebre poesia "Lettera a Mio figlio" scritta in una lettera consegnatagli da Margarete Waern, sopravvissuta al lager di Ravensbrück. che la poetessa scrittrice e musicista Ilse Weber, deportata e uccisa nella camera a gas di Auswitz assieme all'altro figlio più piccolo Tommy, aveva scritto prima di morire e mai consegnata perché gli fu sequestrata dalla censura nazista. In questo modo il figlio sopravvissuto assieme al padre, rifugiati in Svezia, ebbe modo di leggerla dopo tre anni.
Dopo la fuga dalla allora poi Repubblica indipendente della Cecoslovacchia, non vide più il marito Oskar Brazda, mantenendone però il cognome in tradizione slava Brazdova, e con cui firmava i suoi libri.

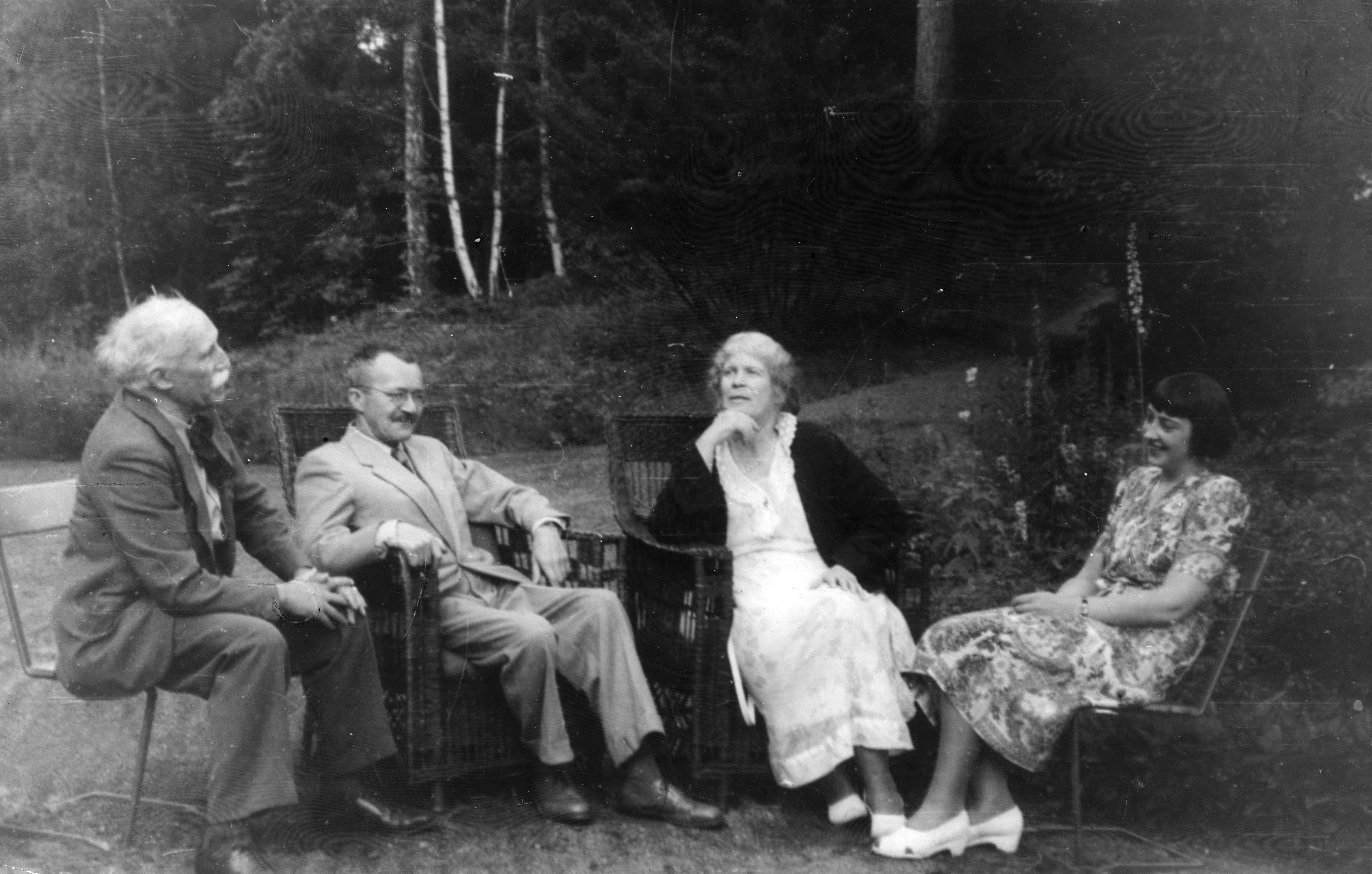
Amelie Posse-Bràzdovà con Poul Carl Bjerre e Arnulf Øverland

Allo scoppio della seconda guerra mondiale, il marito Oskar Brazda, dopo la confisca da parte del governo tedesco con l'invasione della Cecoslovacchia, venne arrestato, e poi liberato ed alla fine della guerra il castello gli venne restituito devastato e successivamente di nuovo confiscato dalle truppe di liberazione russe/comuniste. Alla fine il castello venne restituito dal governo cecoslovacco, e venne ancora una volta restaurato dal Brazda. Infine Oki sposò una sua modella, Maria Marenka Brázdová, molto più giovane di lui, che alla morte di Brazda fece diventare il castello una meta di visite turistiche con molte opere e dipinti di Brazda in esposizione.

## Riconoscimenti
- Ordine del Leone bianco della repubblica Cecoslovacca.[10]
- Un piccolo museo con cimeli di Amelie Posse si trova a Örenäs slott, vicino alla casa d'infanzia di Posse, vicino a Landskrona, nel sud della Svezia.[11]
- Il 13 settembre 2021 è stata posizionata una targa ricordo presso l'ultima abitazione della Posse a Stoccolma. È stato realizzato inoltre un documentario per commemorare il suo impegno per salvare Jakub Grossman, un rifugiato ceco, dall'arresto della Gestapo.[12][13]

## Pubblicazioni
- Den oförlikneliga fångenskapen, 1931.
- Den Brokiga Friheten, 1932.
- Sardinian Sideshow, Routledge Londra, 1932, E.P. Dutton, New York, 1933 (4 ristampe). Traduzione in inglese di Den oförlikneliga fångenskapen[14]
- Roman Roundabout, Routledge, Londra, 1933. Traduzione in inglese di Den Brokiga Friheten
- Country-house life in Sweden National Geographic, 1934
- Ned med vapnen! En kampsignal mot krige, 1935.
- Vidare, 1936.
- Further, Rutledge, Londra, 1938. Traduzione in Inglese di Vidare[15]
- I begynnelsen var ljuset, 1940.
- Bygga upp, ej riva neder, 1942.
- In the beginning was the light, E.P. Dutton New York, 1942. Traduzione in Inglese di I begynnelsen var ljuset[16]
- Mellan Slagen, 1946.
- Kring kunskapens träd, 1946.
- Kunskapens träd i blom, 1946.
- Åtskilligt kan nu sägas, 1949.
- Minnenas park, 1954.
- När järnridån föll över Prag, pubblicato postumo nel 1968. Barbro Alving ha curato il libro prima della sua pubblicazione.
- Interludio di Sardegna, traduzione di Sardinian Sideshow con diverse foto non pubblicate nella prima edizione, Tema editore, Cagliari, 1998.[17]
- Allegro Caprese, Edizioni La Conchiglia, Capri, 2000, ISBN 88-86443-36-6. Estratto dal libro Vidare, pubblicato poi in inglese col titolo Further, capitolo relativo alla lunga vacanza fatta a Capri con il marito Oskar Brazda ed i figli Slavo e Jan nell'estate del 1922 assieme al presidente della Cecoslovacchia Tomáš Masaryk.

Pubblicazioni di altri autori sulla vita della Posse
- Tisdagsklubben. Om glömda antinazistiska sanningssägare i svenskt 30-40-tal, (Club del martedì. Sui narratori della verità antinazisti dimenticati negli anni trenta e quaranta in Svezia), Rune Bokholm, Atlantis editore, Stoccolma, 2001.
- En ande som hör jorden till: en bok om Amelie Posse, Eva Strömberg Krantz, Carlsson editore, Stoccolma, 2010. (Corposa biografia della Posse)